# Alfonso Bialetti
Alfonso Bialetti (geboren 17. Juni 1888 in Montebuglio, Casale Corte Cerro; gestorben 4. März 1970 in Omegna) war ein italienischer Gießer, Erfinder und Unternehmer. Bekannt wurde er vor allem durch die Produktion der „Triplerapid Miracol 900“ (1937), der ersten Espressokanne für den Privathaushalt, die nach dem Perkolator-Prinzip arbeitet. Sie ist inzwischen Bestandteil der meisten italienischen Küchen. Dieser Klassiker wurde von Alfonsos Sohn Renato Bialetti (1923–2016) nach dem Zweiten Weltkrieg offensiv vermarktet als „Moka Express“ und erlangte dadurch Weltruhm.

## Werdegang

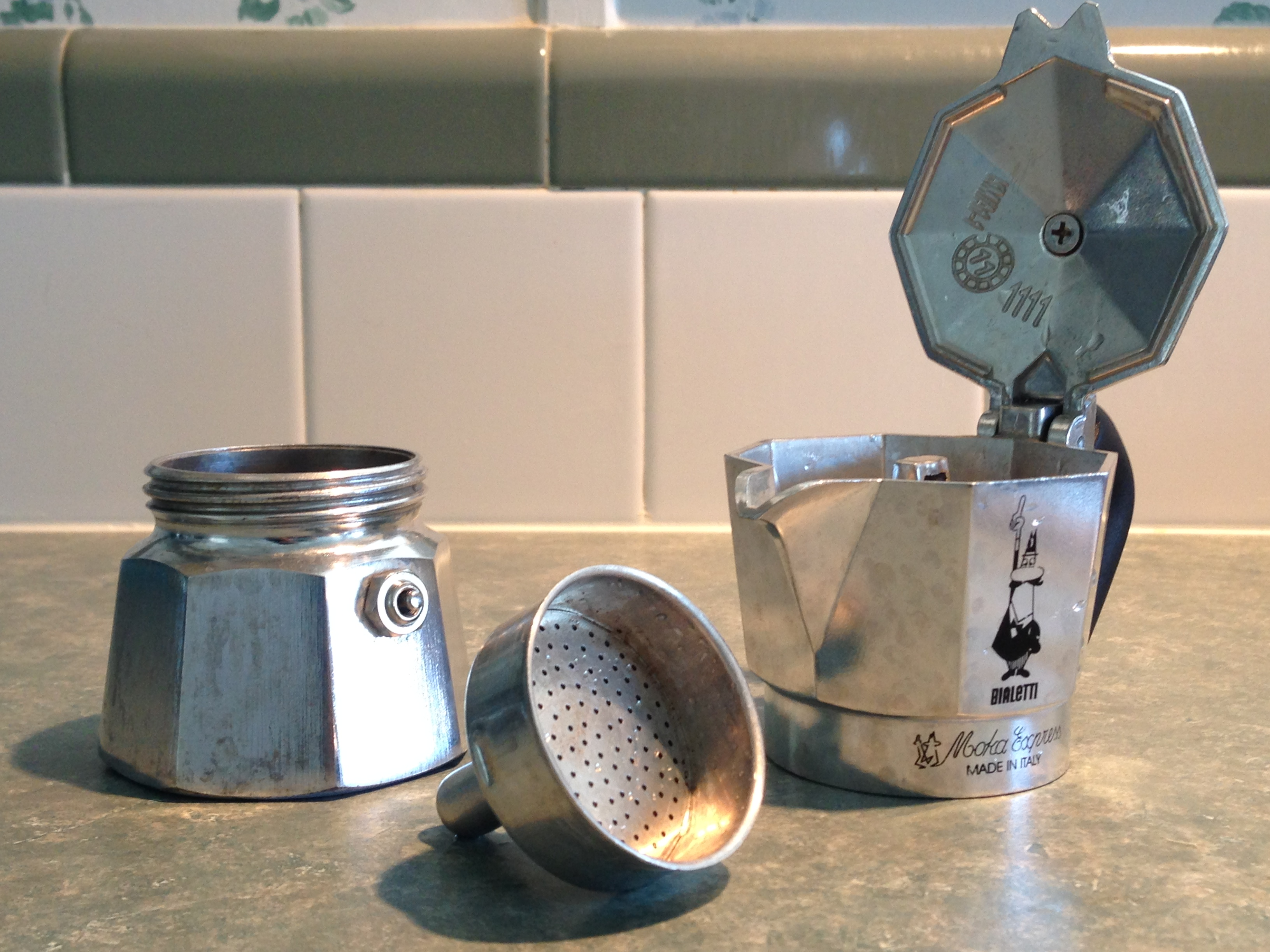
Ein geöffneter Moka express mit dem Bialetti-Logo

Bialetti wurde im  Muntebuglio geboren, einer Fraktion der piemontesischen Gemeinde Casale Corte Cerro. Bereits in jungen Jahren wanderte er nach Frankreich aus.
Dort arbeitete er in einer Aluminiumfabrik, bevor er 1918 nach Italien zurückkehrte und im Jahr darauf in Omegna-Crusinallo seine eigene Alluminiumgießerei eröffnete. Bialetti kam 1933 auf die Idee, Kaffee nicht mit der bis dahin üblichen Napoletaner herzustellen, sondern das Wasser durch Dampfdruck in der Kanne durch den Kaffee zu pressen.
Bialetti brachte die veränderte „Triplerapid Miracol 900“ – vollkommen aus Aluminium gefertigt – als Moka Express auf den Markt. Sie sieht einer klassischen italienischen Kaffeemaschine ähnlich. Der Werbung nach ermöglichte sie ohne die geringsten technischen Fertigkeiten in casa un espresso come al bar (zu Hause einen Espresso wie im Café). Bialetti aber hatte nicht die Geschäftsfertigkeiten, um die Kaffeemaschine im großen Stil zu vermarkten. Er verkaufte die Moka Express selbst vor allem an Markt- und ähnlichen Ständen. Daher war die Maschine bis nach dem Ende des Zweiten Weltkrieges nur regional bekannt. Die Jahresproduktion war bis zu diesem Zeitpunkt auf 70.000 Stück begrenzt. Bialettis Sohn Renato, der die väterliche Firma 1946 übernahm, erkannte das Potenzial der Moka Express, meldete ein Patent an und vermarktete sie professionell. In der Folge baute Bialetti die weltweit größte Fabrik für Kaffeemaschinen auf. Zwischen 1954 und 1955 begann das Unternehmen weiteres Kochzubehör und Kaffeekannen aus nichtrostendem Edelstahl herzustellen. Das Logo der Firma Bialetti, „der kleine Mann mit Schnauzbart“, wurde 1958 von dem italienischen Comic-Zeichner Paul Campani entworfen und wird seither unverändert verwendet. Heute gibt es die bekannten Kaffeekannen und Espressokocher hauptsächlich aus nichtrostendem Stahl, in verschiedenen Ausführungen für Gas-, Elektro- oder Induktionsherdplatten. Während sich die Form der Kannen kaum verändert hat, gibt es neben den klassischen Modellen mittlerweile auch bunt lackierte Kaffeekannen und modische Designs.